# Natalia Rybicka

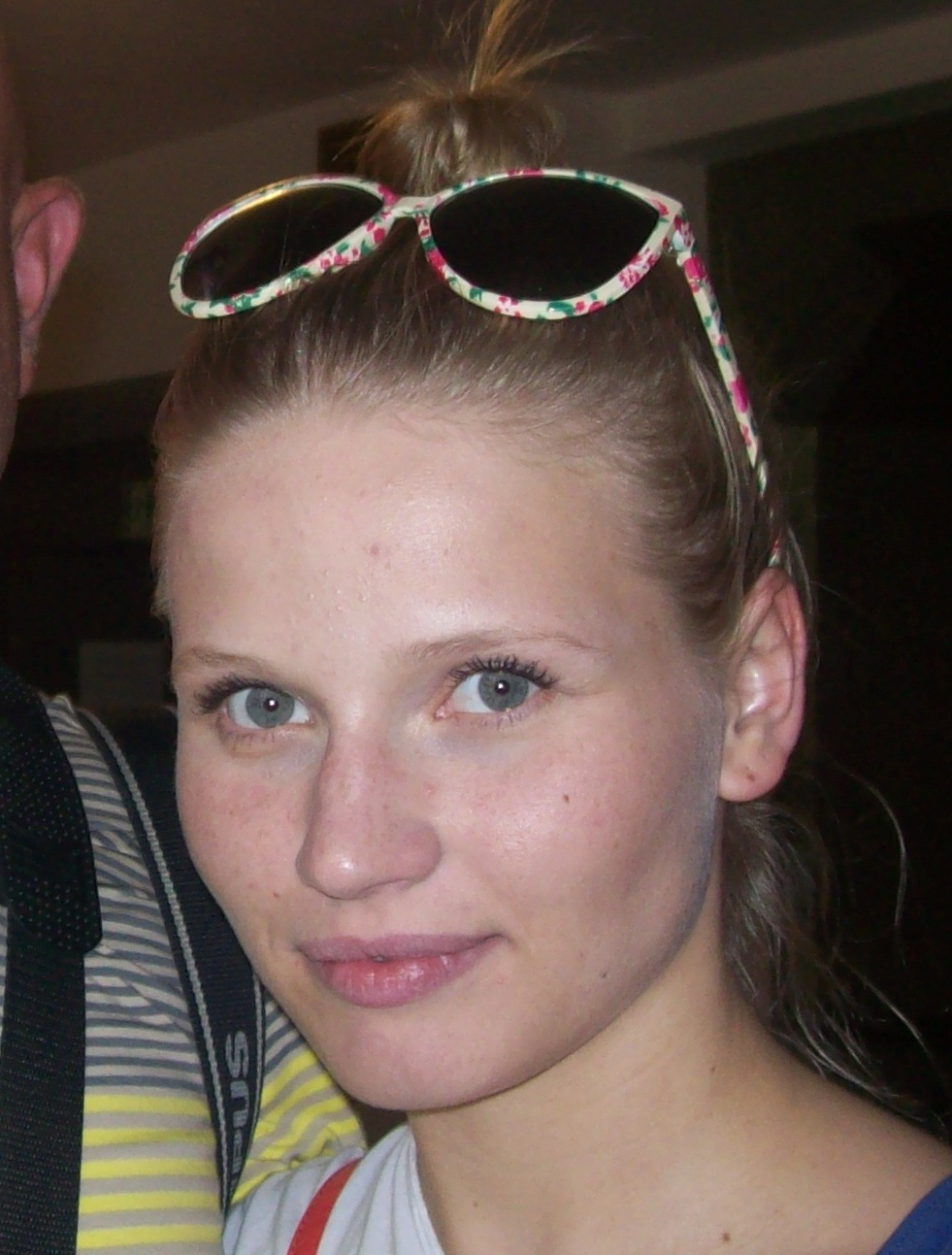
Natalia Rybicka in 2011

Natalia Rybicka (Warschau, 1 oktober 1986) is een Pools actrice.
Vanaf 1999 speelde ze in enkele films en televisieseries, waaronder een kleine rol in Dublerzy in 2006. Ze sprak de rol van Tinkelbel in voor de Poolse versie van de gelijknamige film en de vervolgen daarvan (2008-2010). In 2011 speelde ze een Poolse au pair in de Nederlandse film Onder ons. In 2017 speelde ze een van de naaisters in de film Niewidzialne.

## Filmografie
- 2001: Więzy krwi – als Marysia Bronowicz
- 2002 – 2006: Samo życie – als Agata Rowicka
- 2003: Żurek – als Iwonka
- 2003: M jak miłość – als Eliza
- 2003: Lokatorzy – als Julia
- 2004: Na dobre i na złe – als Sandra Barska (episode 182)
- 2005: Plebania – als Marta
- 2005: Kryminalni – als meisje
- 2006: Olek – als Ola
- 2006: Kto nigdy nie żył… – als Kasia
- 2006: Dublerzy – als Ola
- 2006: Dublerzy (televisieserie) – als Ola
- 2007: Wszystko będzie dobrze – als Jolka
- 2007: Odwróceni – als Lidka Sikora
- 2008: Mała wielka miłość – als bloemenmeisje
- 2008 – 2009: Londyńczycy – als Asia Koryn
- 2008: Pora mroku – als Karolina
- 2008: Lawina – als Camilla
- 2009 / 2011: Ojciec Mateusz – als Agnieszka (episode 29) en Agata Lisowska (episode 80)
- 2009: Idealny facet dla mojej dziewczyny – als meisje
- 2010: Chrzest – als Magda
- 2010: Ratownicy – als Justyna Tarnowska
- 2011 – 2012: Szpilki na Giewoncie – als Agnieszka Lipnicka
- 2011: Onder ons – als Agnieszka
- 2011: Hotel 52 – als Beata Bartniewska (episode 43)
- 2012: Syberiada polska – als Sylwia Korcz
- 2012: Piąta pora roku – als lifter
- 2013: Komisarz Alex – als  actrice Agnieszka Gordon
- 2014: Prawo Agaty – als Julia Nawrocka
- 2015: Strażacy – als Kasia
- 2015: Excentrycy, czyli po słonecznej stronie ulicy – als Modesta Nowak
- 2015: Na dobre i na złe - als Aneta Gniewosz
- 2016 – 2018: Blondynka - als dierenarts Sylwia Kubus
- 2017: Niewidzialne - als naaister
- 2019: Czarny mercedes - als Cesia